# ایوان دیمیتروف (بازیکن فوتبال)
ایوان دیمیتروف (بلغاری: Иван Миланов Димитров؛ زادهٔ ۱۴ مهٔ ۱۹۳۵ - درگذشته ۱ ژانویه ۲۰۱۹) یک بازیکن فوتبال اهل بلغارستان بود.
وی همچنین در تیم ملی فوتبال بلغارستان بازی کرده‌است.